# Atchison
Atchison és una població dels Estats Units a l'estat de Kansas. Segons el cens del 2006 tenia 10.154 habitants.

## Demografia
Segons el cens del 2000, Atchison tenia 10.232 habitants, 3.863 habitatges, i 2.437 famílies. La densitat de població era de 578,4 habitants per km².
Per edats la població es repartia de la següent manera: un 25,7% tenia menys de 18 anys, un 13,8% entre 18 i 24, un 23,5% entre 25 i 44, un 19,5% de 45 a 60 i un 17,5% 65 anys o més.
L'edat mediana era de 35 anys. Per cada 100 dones de 18 o més anys hi havia 83,3 homes.
La renda mediana per habitatge era de 31.109$ i la renda mediana per família de 37.100 $. Els homes tenien una renda mediana de 31.027$ mentre que les dones 20.262$. La renda per capita de la població era de 14.441 $. Entorn del 9,5% de les famílies i el 17% de la població estaven per davall del llindar de pobresa.

## Poblacions més properes
El següent diagrama mostra les poblacions més properes.

## Personatges famosos
- Amelia Earhart, aviadora nord-americana.